# Episodi di Ultima traccia: Berlino (prima stagione)
La prima stagione della serie televisiva Ultima traccia: Berlino, composta da 6 episodi, è stata trasmessa sul canale tedesco ZDF dal 20 aprile al 23 maggio 2012.
In Italia, la stagione è andata in onda su Rai 2 dal 19 al 26 giugno 2017.
| nº | Titolo originale     | Titolo italiano        | Prima TV Germania | Prima TV Italia |
| -- | -------------------- | ---------------------- | ----------------- | --------------- |
| 1  | Verantwortung        | Responsabilità         | 20 aprile 2012    | 19 giugno 2017  |
| 2  | Reifeprüfung         | Il peso del rimorso    | 25 aprile 2012    | 11 gennaio 2018 |
| 3  | Erlebensfall         | L'ultimo desiderio     | 2 maggio 2012     | 20 giugno 2017  |
| 4  | Entzugserscheinungen | L'infermiera scomparsa | 9 maggio 2012     | 21 giugno 2017  |
| 5  | Verhängnis           | Fatalità               | 16 maggio 2012    | 22 giugno 2017  |
| 6  | Terrorist            | Ragion di Stato        | 23 maggio 2012    | 23 giugno 2017  |